# Project Spark
Project Spark est un outil de création de jeux vidéo développé par Team Dakota et édité par Microsoft Studios sur Xbox One, Windows 8.1 et Windows 10. Le projet a été annoncé pour la première fois pendant la conférence de presse de Microsoft à l'E3 2013, et a lancé une bêta en décembre 2013 sur Windows, puis en mars 2014 sur Xbox One. Le jeu se base sur le Kodu Game Lab et est sorti le 7 octobre 2014,,.

## Système de jeu
Project Spark est un jeu bac à sable permettant de créer ses propres jeux vidéo, films, ou autres expériences interactives. Le joueur peut décider de mettre en place des décors, des personnages, et d'appliquer des textures facilement. Le jeu est compatible avec le clavier et la souris, la manette Xbox, le tactile et Kinect. Le joueur a aussi la possibilité de donner un « cerveau » à n'importe quel élément de sa création grâce à un système de programmation visuel et accessible à tous. Les jeux créés par la communauté peuvent être téléchargés, ils sont jouables et modifiables par tous.
Pour créer son jeu, le joueur choisit entre une carte vierge ou un niveau préconçu. Il peut ensuite modifier le terrain et tous les objets sur la carte : leur taille, position, couleur, ou même leur cerveau (IA de l'objet).

## Développement
Project Spark est développé par la Team Dakota. Il a été annoncé lors de l'événement Microsoft de l'E3 2013. Les inscriptions pour la version bêta ont commencé fin juin 2013.
Le jeu dispose du personnage de Conker, et propose une campagne appelée Conker's Big Reunion, se passant 10 ans après les évènements de Conker's Bad Fur Day, et dont le premier épisode est sorti le 23 avril 2015.
Initialement, le jeu était un système free to play soutenu par les micro-transactions, le joueur pouvait débloquer des décors ou des objets avec de la monnaie obtenue en jeu ou achetée par micro-transaction. Après la mise à jour du 5 octobre 2015, le jeu a entièrement changé de modèle économique ; tout le contenu téléchargeable est devenu disponible gratuitement pour tous les joueurs. Ce changement s'est accompagné de la fin de la production de nouveau contenu, dont les épisodes futurs de Conker's Big Reunion, et du développement actif de nouvelles fonctionnalités pour le jeu à partir de cette date. Le 13 mai 2016, Team Dakota a annoncé l'arrêt du développement du jeu.
Le jeu n'est plus disponible en téléchargement via Microsoft. Pour les utilisateurs présents de Project Spark, les services en ligne ne sont plus disponibles depuis le 12 août 2016.